# Fusil amphibie ADS
Le fusil amphibie ADS est un fusil d'assaut russe de type Bullpup spécialement conçu pour les plongeurs de combat. Il est chambré en 5,45 × 39 mm M74 et peut adopter un suppresseur ainsi que des viseurs optiques sur son rail Picatinny.

## Historique
Pendant plusieurs décennies, les plongeurs de combat soviétiques puis russes et les unités de commandos de marine étaient armés d'armes spéciales pour le combat sous-marin, notamment le pistolet SPP-1 et le fusil d'assaut sous-marin APS. Le principal inconvénient de ces armes est que leur efficacité (et leur espérance de vie) pour une utilisation au-dessus de l'eau est très faible par rapport aux armes non sous-marines. Par conséquent, les plongeurs de combat et d'autres unités Spetsnaz, lorsqu'ils étaient engagés dans des opérations amphibies (sous l'eau et au-dessus), devaient transporter deux types d'armes - une pour une utilisation sous-marine et une autre pour une utilisation hors de l'eau. 
La première tentative connue de produire une seule arme pouvant être utilisée efficacement sous ou au-dessus de l'eau a été le fusil d'assaut expérimental amphibie ASM-DT, développé à Tula vers l'an 2000. Le principal problème de l'ASM-DT était qu'il devait encore utiliser de longues munitions sous-marines spéciales lorsqu'il était immergé, ce qui nécessitait un corps trop encombrant ainsi que deux types de chargeur. En 2005, l'équipe de conception de KBP a développé avec succès des munitions sous-marines efficaces qui conservent la taille compacte des cartouches standard de 5,45 × 39 mm, et peuvent donc être chargées et tirées à partir de chargeurs standard de type AK-74 et, plus important encore, tirées des mêmes chambres et canons qui accepteraient les munitions non sous-marines.

## Description
Ce fusil a été conçu par le bureau russe de conception d'instruments de Toula. Il est équipé d'un lance-grenades de 40 mm qui a une portée de 400 m et tire diverses modifications de la grenade VOG-25 (aucune mention n'est faite des grenades à usage sous-marin). Il a une masse de 4,6 kg, environ autant que le fameux AK-47. L'arme utilise des balles de 5,45 × 39 mm et a une cadence de 700 coups par minute avec une portée terrestre de 500 m. La portée de tir sous-marine efficace de l'arme lors de l'utilisation de la cartouche adéquate est d'environ 25 mètres à une profondeur de 5 mètres, et de 18 mètres à une profondeur de 20 mètres. La cartouche sous-marine est très similaire en apparence aux munitions standard de 5,45 × 39 mm à l'exception du projectile.

## Utilisation
L'ADS a fait l'objet d'essais sur le terrain par des unités non divulguées des forces spéciales navales russes. Il remplacera les armes sous-marines APS et, éventuellement, certains fusils d'assaut AK-74M en service dans certaines unités d'opérations spéciales de la marine russe et d'autres forces spéciales russes, qui pourraient être engagées dans des opérations sous-marines (sécurité, contre-terrorisme en mer, etc.). En septembre 2016, l'ADS est entré en service auprès des plongeurs de combat des forces spéciales du ministère de la Défense de la fédération de Russie, qui ont reçu le premier lot de fusils d'assaut amphibie ADS en décembre 2019.

## Galerie

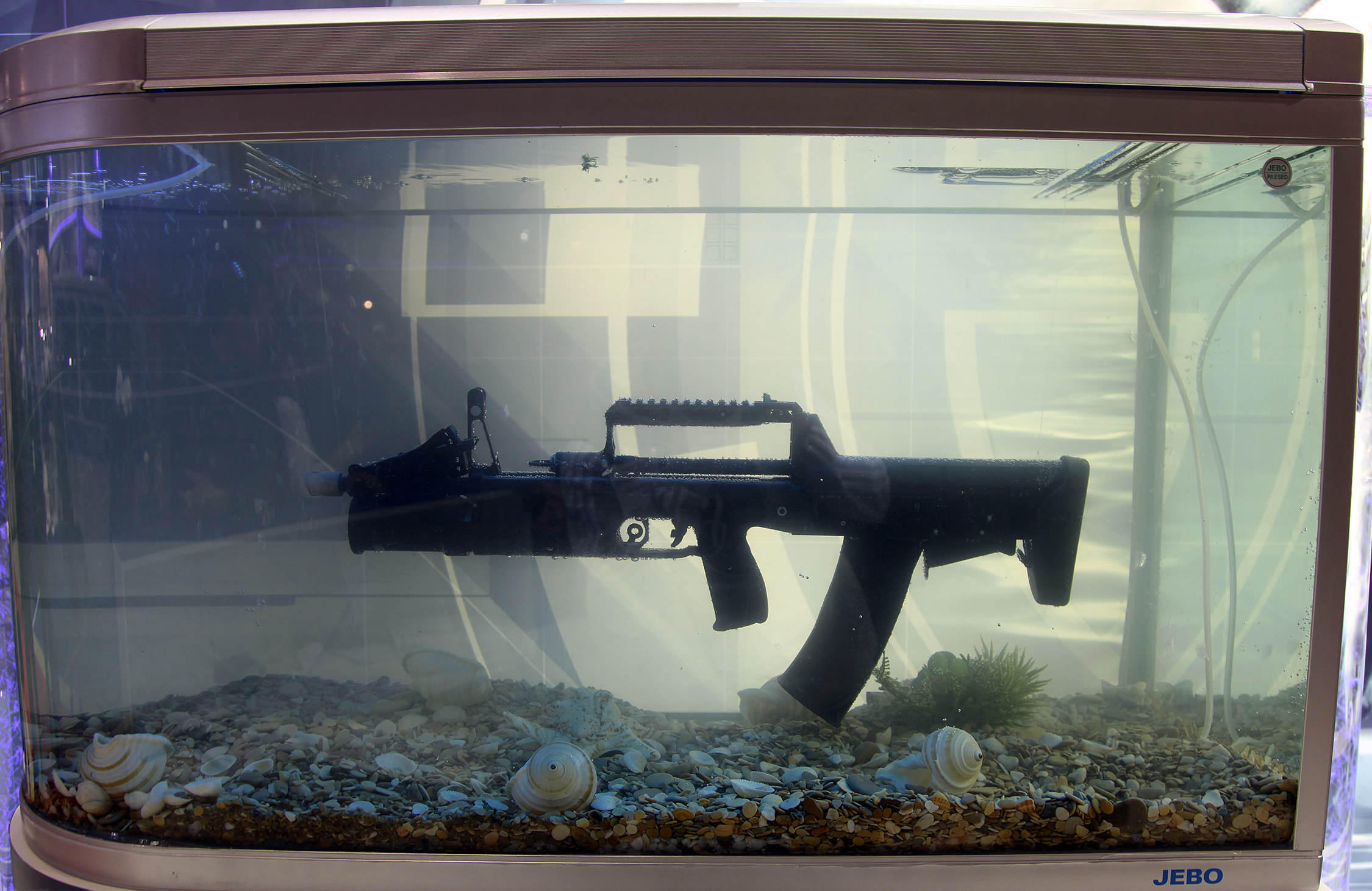
Le fusil ADS placé dans une cuve d'eau à l'Interpolitex 2013.
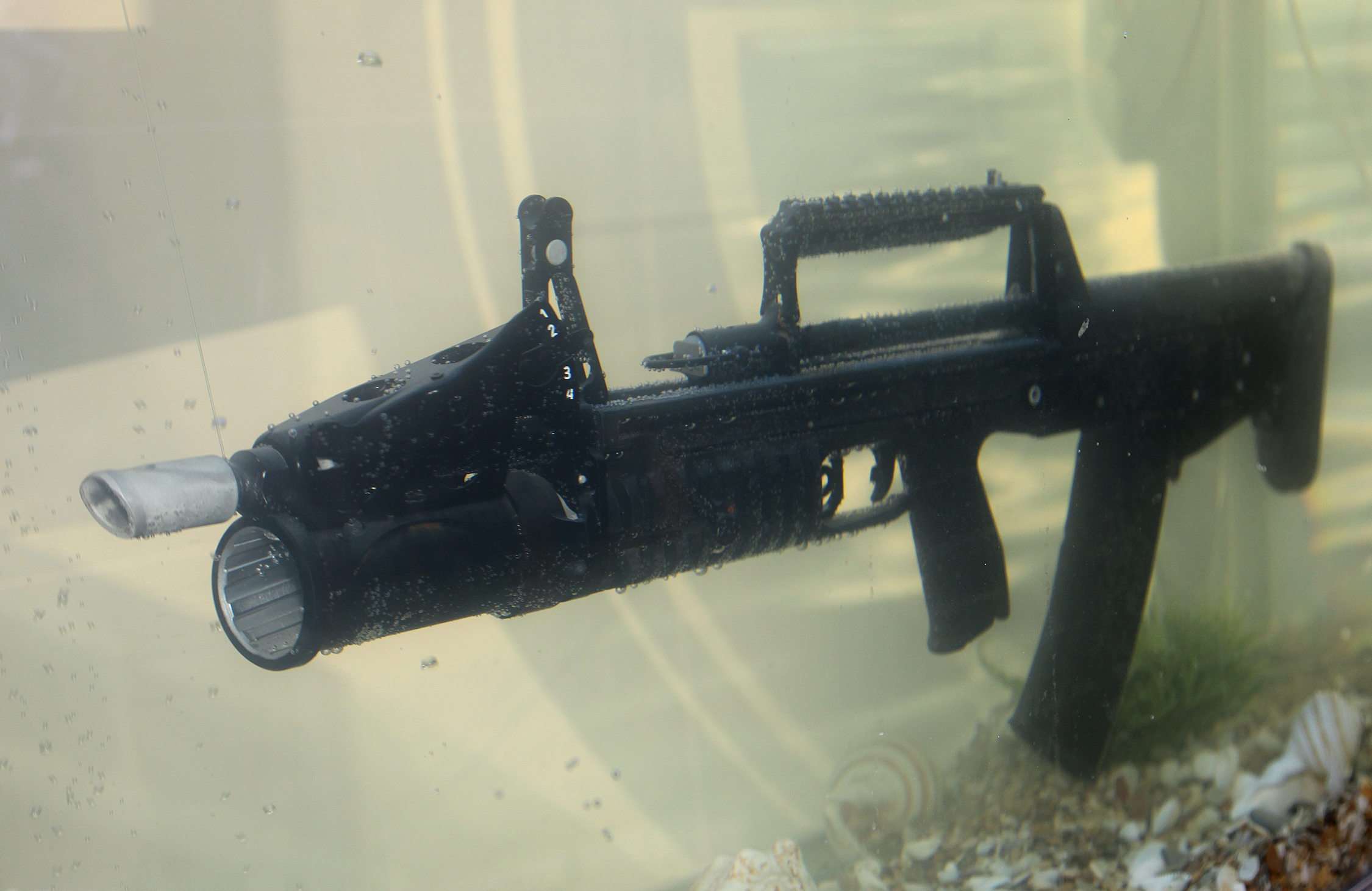
Une autre photo du fusil ADS lors de l'Interpolitex 2013.
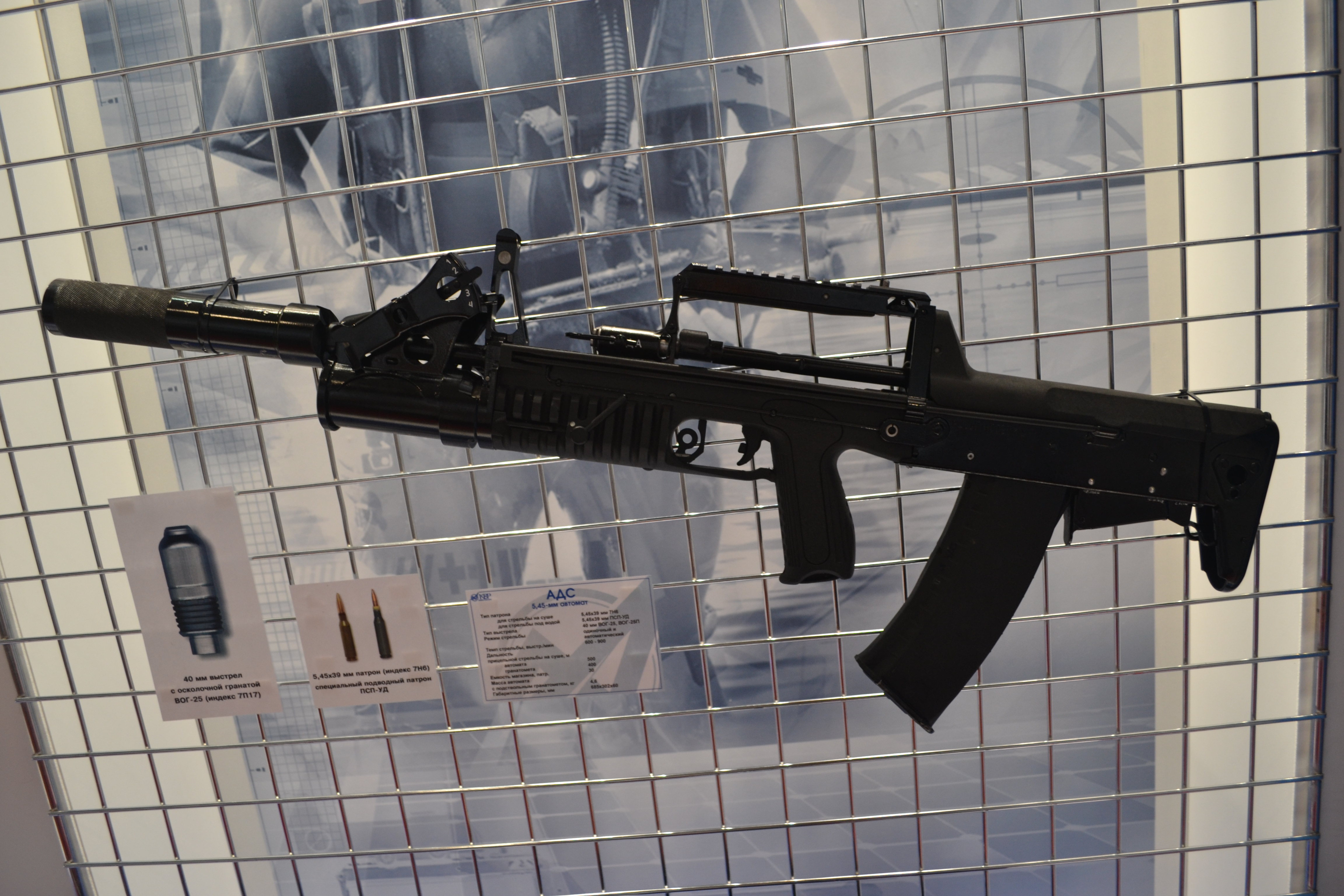
Le fusil amphibie ADS

## Utilisateurs
- Fédération de Russie